# Anthony Foxx
Anthony Renard Foxx (30 de abril de 1971, Charlotte) es un político norteamericano. Fue el Secretario de Transporte de la Administración Obama.
Estudió derecho en la Universidad de Davidson y más tarde se diplomó en historia por la Universidad de Nueva York. Trabajó como abogado para diversas empresas hasta que en 2005 se presentó para concejal en el Consejo Municipal de Charlotte siendo elegido. Su popularidad fue creciendo y en 2007 fue reelegido. En 2009 con 38 años se presentó a la Alcaldía de la ciudad donde fue elegido. Entre 2009 y 2013 fue alcalde de su ciudad natal. 
A principios de abril de 2013, el Secretario de Transporte Ray LaHood presentó su dimisión. El 29 de abril, Barack Obama le presentó para que ocupara el puesto y el 27 de junio del mismo año fue aprobado por unanimidad en el Senado.
Como Secretario de Transporte ha dirigido y coordinado los proyectos de inversión de transporte y la ampliación de la red nacional de ferrocarriles.